# Motoyoshi Iwasaki
Pour les articles homonymes, voir Iwasaki.
岩崎元是
Motoyoshi Iwasaki (岩崎元是, Iwasaki Motoyoshi), né le 19 mars 1962, est un compositeur japonais

## Discographie
- Geobreeders
- Hamtaro
- Tokimeki Memorial
- Yamamoto Yoko
- Pretty Sammy
- Di Gi Charat
- Sora no otoshimono